# Groß Schauen
Groß Schauen (niedersorbisch Sowje) ist ein Ortsteil der Stadt Storkow (Mark) im Landkreis Oder-Spree in Brandenburg. Bis zur gesetzlich verordneten Eingliederung in die Stadt Storkow (Mark) zum 26. Oktober 2003 war Groß Schauen eine eigenständige Gemeinde.

## Geografie
Groß Schauen liegt an der gleichnamigen Seenkette im Naturpark Dahme-Heideseen, ca. 2,5 km Luftlinie südwestlich der Kernstadt Storkow (Mark). Als Groß Schauener See wird nur der unmittelbar südlich und südwestlich des Ortes gelegener Teil der Seenkette verstanden. Östlich davon liegt der Schaplowsee, der mit dem Groß Schauener See durch die Schmelde verbunden ist. Nicht deutlich abgegrenzt schließt sich südlich der Große Wochowsee und der Große Selchower See an. Der Groß Schauener See selber gehört jedoch nicht zur Gemarkung Groß Schauen, sondern zur Gemarkung Bugk.
Die Gemarkung Groß Schauen grenzt im Nordwesten und Norden an Philadelphia (Ortsteil der Stadt Storkow (Mark)), im Norden und Nordosten an die Kernstadt Storkow (Mark) selbst, im Südosten und Süden an Bugk, im Südwesten über eine sehr kurze Erstreckung an Selchow und im Westen an Görsdorf b. Storkow. Durch den Ort führt die B 246, von der im Ortskern die K6747 nach Philadelphia abzweigt.
Bei Fischerhaus Köllnitz verlässt das Köllnitzfließ den Groß Schauener See, das durch den Grunewaldsee zum Wolziger See fließt. Im westlichen Teil der Gemarkung fließen kleinere Gräben dem Grunewaldsee zu. Im Südwesten berührt die Gemarkung noch den Grunewaldsee. Der Dorfkern liegt auf 37 m über Meereshöhe, der Seespiegel des Groß Schauener Sees auf 35,7 m. Die gesamte Gemarkung ist sehr flach und weist kaum nennenswerte Erhebungen auf.
Zu Groß Schauen gehört der Wohnplatz Fischerhaus Köllnitz.

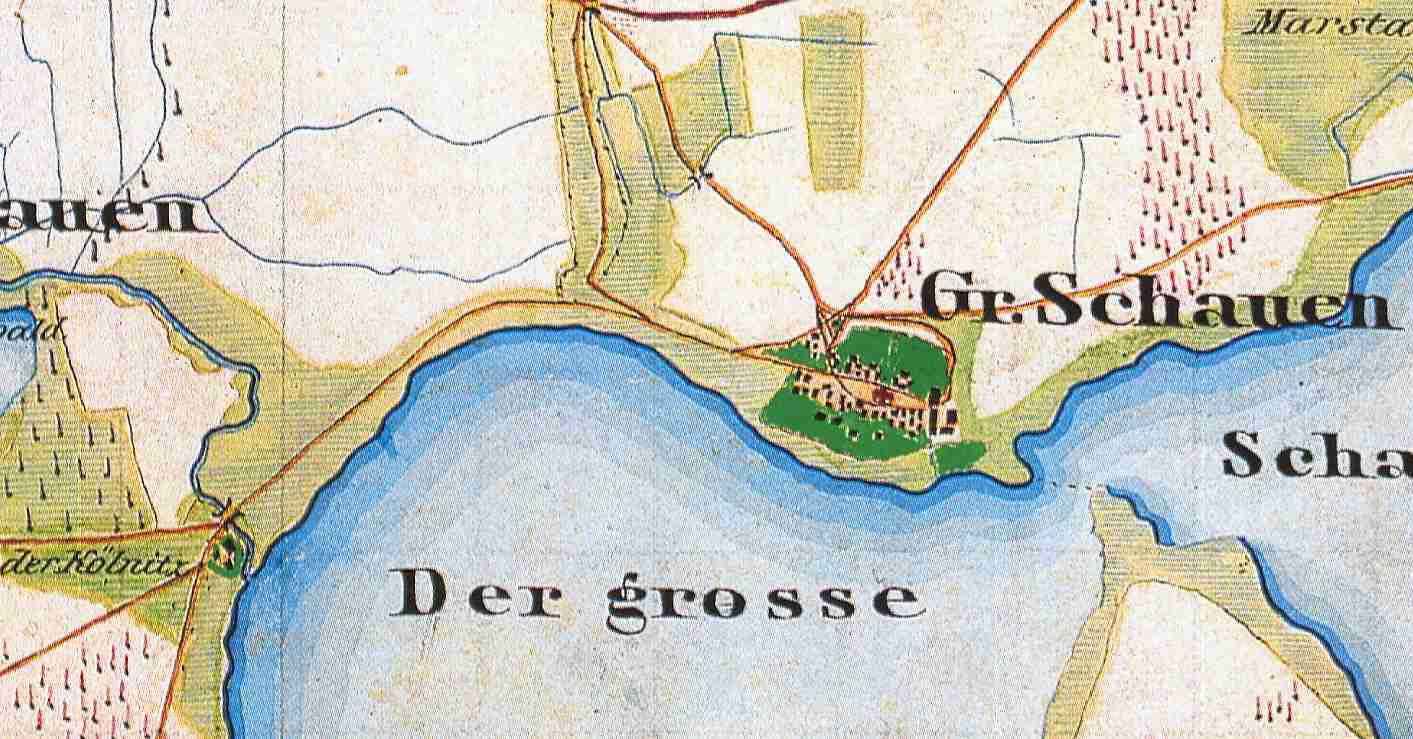
Groß Schauen auf dem Urmesstischblatt 3749 Storkow von 1844

Bevölkerungsentwicklung von 1818 bis 2011
| Jahr      | 1774 | 1801 | 1817 | 1837 | 1858 | 1895 | 1925 | 1939 | 1946 | 1964 | 1971 | 1981 | 1991 | 2002 | 2011 |
| Einwohner | 103  | 131  | 105  | 116  | 129  | 175  | 136  | 137  | 228  | 177  | 170  | 177  | 172  | 173  | 172  |

## Geschichte
Im Jahr 1376 wurde Groß Schauen das erste Mal als „Schawen“ urkundlich erwähnt. Der Name leitet sich vermutlich vom slawischen Wort „Scavn“ für „Sauerampfer“ ab. Es gibt auch die Auffassung, dass sich der Name vom Slawischen „Sowa“ ableitet, was auf die in der Gegend beheimatete Schleiereule hinweist. Das Dorf ist der Struktur nach ein Platzdorf oder Sackgassendorf mit Gut. In Groß Schauen war bereits bei der Erstnennung ein Adelswohnhof vorhanden.
1553 gab es in Groß Schauen neben dem Adelswohnhof ein Vorwerk und bereits eine Ziegelscheune. In diesem Jahr hatte die Herrschaft acht Pflugdienste und acht Gärtnerdienste in Groß Schauen und Klein Schauen zusammen, zwei Gärtnerhöfe waren wüst. 1573 hatte das Amt Storkow in Groß Schauen einen Winzer. Die Lage des Weinbergs ist aber nicht bekannt (etwa durch eine Lokalität Weinberg). 1576 lebten in Groß Schauen drei Bauern, sieben Kossäten und ein Häusler. Um 1590 wurde das Vorwerk des Amtes Storkow vermessen. Es hatte damals 282 Morgen und 52 Quadratruten. Dazu gehörten eine Schäferei und ein Weinberg, der zwei Morgen 54 Quadratruten groß war. Neben dem Setzschulzen wohnten drei weitere Hufenbauern und sieben Kossäten im Dorf, darunter auch ein Heidereiter (Oberförster). 1600 war die Gemarkung in 12 Hufen eingeteilt, die von vier Bauern bewirtschaftet wurden, außerdem lebten in Groß Schauen sieben Kossätenfamilien und ein Hirte. 1624 sind es vier Bauern und sieben Kossäten. Zu Ende des Dreißigjährigen Krieges 1641 waren von den elf Untertanen(stellen), die Getreidezins an das Amt Storkow zu entrichten hatten, zehn wüst, d. h. die Höfe verlassen. 1673 waren drei Bauernhöfe wieder besetzt, ein Bauernhof war zum Vorwerk gelegt worden. Im Dorf wohnten außerdem wieder sieben Kossätenfamilien. 1692 bewirtschafteten die drei Bauern je drei Hufen. Neben den sieben Kossätenfamilien wurde nun auch wieder ein Hirte genannt. Auf der Gemarkung konnte kein Brennholz gemacht werden. Für das Vieh war wenig Weide vorhanden. Sie Einwohner konnten jedoch im Groß Schauener See fischen, und Schafe halten. 1727 wird die Größe der bewirtschafteten Fläche mit 19 Hufen angegeben. 1735 betrug die Größe des Vorwerks 854 Morgen (zu 180 Quadratruten), davon waren 712 Morgen brauchbarer Acker. 10 Morgen Gärten und 132 Morgen Wiese. Die drei Bauern bewirtschafteten je zwei Hufen, die sieben Kossäten je eine Hufe, insgesamt damit 13 Hufen. Außerdem wohnte noch ein Hirte im Dorf. 1775 waren neben Bauern und Kossäten sieben Büdner nach Groß Schauen gekommen; der Ort war auf 16 Feuerstellen (Häuser) angewachsen. Es gab ein Vorwerk, eine Schäferei und den Hallestall.
1801 werden genannt: drei Ganzbauern, sieben Ganzkossäten, sechs Einlieger und Spinner, ein Krug, eine Ziegelei und das Amtsvorwerk. Die bewirtschaftete Fläche wird zu 19 Hufen angegeben. Die Zahl der Feuerstellen war auf 17 angewachsen. 1837 zählte zum Dorf das Vorwerk, das Fischerhaus Köllnitz und das Vorwerk Stutgarten. Insgesamt gab es 19 Wohnhäuser. 1854 wurde bei Groß Schauen auch Torf gestochen. 1858 wurden im Dorf ein öffentliches Gebäude, 15 Wohngebäude und 38 Wirtschaftsgebäude gezählt (ohne Köllnitz und Stutgarten).
1860 wurde der Bau der Chaussee von Prierosbrück über Storkow (Mark) nach Beeskow genehmigt. 1861 war die Chaussee dann tatsächlich auch im Bau. Bei Fischerhaus Köllnitz befand sich eine Chausseegeldhebestelle.
1874 wurde das Gut in ca. 400 Parzellen aufgeteilt und verkauft. 1900 gab es 24 Wohnhäuser, 1931 25 Wohnhäuser. Die Freiwillige Feuerwehr Groß Schauen wurde 1933 gegründet. Das Feuerwehrhaus befindet sich direkt an der Bundesstraße 246. Nach dem Zweiten Weltkrieg wurden in der Bodenreform 34,5 ha enteignet und verteilt an zwei Landarbeiter und einen landlosen Bauern (3,5 ha) und an 13 Landarme Bauern (27 ha). An die Behörden der Selbstverwaltung gingen vier Hektar. 1956 gründete sich die erste LPG vom Typ III, die 1960 bereits mit 6 Betrieben und 13 Mitgliedern 56 ha landwirtschaftliche Fläche bewirtschaftete. Eine zweite LPG vom Typ I mit 9 Betrieben und 15 Mitgliedern bewirtschaftete 121 ha Nutzfläche. Bereits 1973 erfolgte der Zusammenschluss mit der LPG Philadelphia. 1977 bewirtschaftete die LPG Groß Schauen die landwirtschaftlich nutzbare Fläche der Gemarkung. In Fischerhaus Köllnitz saß die Produktionsgenossenschaft werktätiger Fischer Köllnitz.
Groß Schauen hat seit 1973 eine Kindertagesstätte, in der heute vorwiegend die Kinder aus den umliegenden Storkower Ortsteilen untergebracht sind. Das Kitagebäude wurde 2012–2013 um- und ausgebaut. Die offizielle Eröffnung des Neubaus fand am 8. Juni 2013 statt.

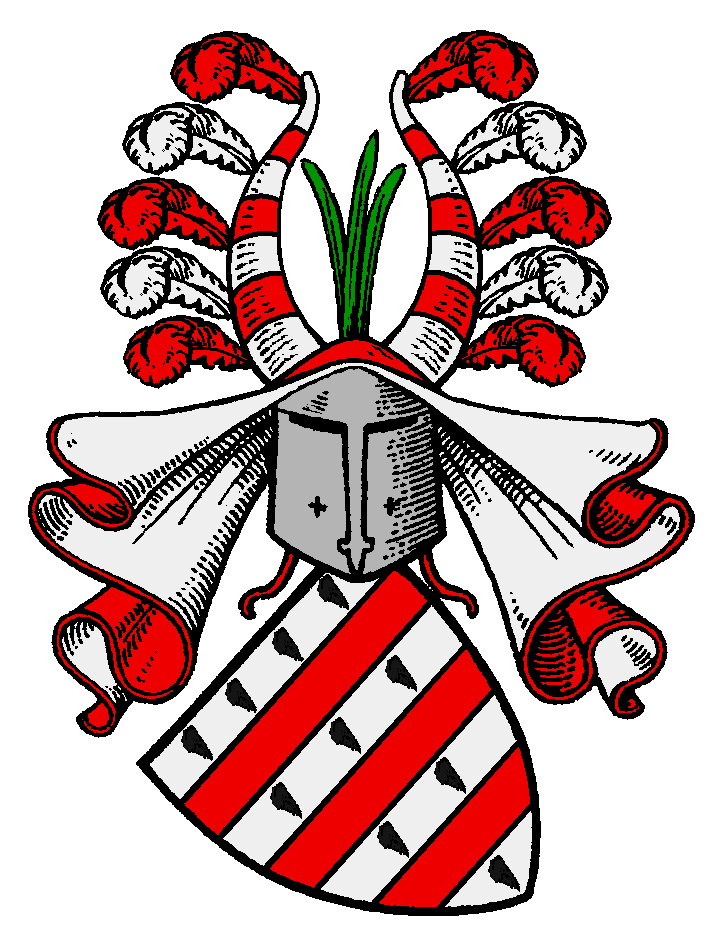
Wappen der Familie v. Queis, geführt in den Herrschaften Beeskow und Storkow

## Das Gut Groß Schauen
Das Gut Groß Schauen, in frühen Urkunden Gut Schauen genannt, gehörte schon vor 1376 der Familie v. Queis. Sie konnten diesen Besitz bis nachweislich 1490 behaupten. 1506 erschienen in Groß Schauen die v. Quast. Wann das Gut nun genau den Besitzer wechselte, ist nicht bekannt. Verbunden mit diesem Gut waren eine ganze Reihe Besitzungen in der näheren Umgebung, allerdings zu unterschiedlichen Zeiten und auch unterschiedlich lange.
Besitzer des Gutes Groß Schauen war 1418 Nickel Qwyz. 1425 saß ein Dyprand Qwyes in Schauwen (Groß Schauen), der auch noch 1436 dort nachgewiesen ist. Er war sicher ein Nachkomme des bereits 1372 in Storkow genannten Dyprand. 1485 mussten der brandenburgische Kurfürst Johann Cicero und der brandenburgische Bischof Joachim I. v. Bredow einen Erbschaftsstreit zwischen der Geschwistern Christoff, Nickel, und Bernd Queis und Anne, Agnes und Hedwig ihren Schwestern, auf Groß Schauen sowie Paul und Heinrich Luckau (Luckow) und Hans Bernfeld zu Collen, Margarethe, die Ehefrau Michael Hildebrands von Dresden, Hedwig, der Ehefrau Georg Zichows zu Beskow, Dorothea, der Ehefrau von Heinz Peschel zu Guben, Anna, der Ehefrau von Balzer Hochaus zu Düben und Regina, der Ehefrau Kilian Werbings zu Brietzen auf der einen Seite und Moritz Schönow, Doktor und Domherr in Magdeburg und Albrecht Schönow auf Gollin auf der anderen Seite schlichten. 1489 wurden die Brüder Christoph, Georg, Nickel, Typrand und Bernd v. Queis gemeinsam mit Groß und Klein Schauen belehnt. Doch bereits 1487 gehörten die beiden Dörfer den Brüdern Heinrich und Kaspar v. Hobeck.
1506 sind die v. Quast im Besitz des Dorfes und des Gutes. Aber schon 1509 hatte es erneut den Besitzer gewechselt. Bis 1525 gehörte es der Familie v. Bethin. Von 1525 bis 1539 war der Ort im Besitz der v. Luckowen. 1546 gehörte der Ort wieder den v. Quast und 1553 den v. Bardeleben. Am 9. September 1553 verkaufte Kuno von Bardeleben zu Schauen die beiden Dörfer Schauen samt allen Zubehörungen für 3500 Gulden an Asmus von der Liepe zu Waltersdorf. 1573 wurde der Ort schließlich vom Amt Storkow erworben; dabei blieb es bis 1872. 1713 ist am Storkower Kanal ein Hammelstall nachgewiesen. In der Schmettauschen Karte on 1767/87 ist er als Neuwunder Hammelstall verzeichnet. 1768 wurde hier 8 Kolonistenfamilien angesetzt. Daraus entstand der heutige Ortsteil Philadelphia. Wahrscheinlich noch vor 1775 wurde das Vorwerk Stutgarten an Stelle einer Ablage und einer Schleuse nördlich des Storkower Kanal, gegenüber dem Hammelstall angelegt. 1811 wurde allerdings das Amtsvorwerk Stutgarten vererbpachtet und schließlich 1837 zu freiem Eigentum verkauft. Stutgarten gehörte bis 1928/9 zum Gutsbezirk Groß Schauen, der dann allerdings aufgeteilt wurde. Stutgarten kam zur Gemeinde Philadelphia.
Mit dem Gut Groß Schauen verbunden, auch noch unter den folgenden Besitzer des Gutes Groß Schauen, war Klein Schauen, das 1559 in den Besitz des Amtes Storkow überging.
In Reichenwalde gehörte den v. Queis zu Groß Schauen 1416 und 1424 4 Hufen bzw. die Abgaben von diesen vier Hufen. Vor 1553 bis 1560 sind hier die von der Liepe zu Waltersdorf in den Besitz der Abgaben gekommen.
Von 1376 bis 1464 gehörte Dahmsdorf (Gem. Reichenwalde) zu Gut Groß Schauen, 1444 bzw. 1451 mit Ausnahme des Kirchlehns bzw. der Pfarrkirche und des Besitzes des Pfarrers. 1488 ging Dahmsdorf in den Besitz der v. Retzow über. Das Dorf Wendisch Rietz (Lkr. Oder-Spree), mit Ausnahme der dortigen innerörtlichen Mühle (es gab eine zweite Mühle südöstlich des Ortskerns), gehörte den v. Queis auf Groß Schauen von 1376 bis nach 1464. 1488 ist der Ort im Besitz der v. Retzow.
1376 hatten die v. Queis auf Groß Schauen in Groß Eichholz (heute ein Ortsteil von Storkow (Mark)) die Hebungen von sechs Bauern und 1489 auch die Hohe und Niedere Gerichtsbarkeit, d. h. das Dorf „gehörte“ ihnen. 1509 ist dieser Besitzanteil an die v. Kanitz übergegangen. In Bugk (Ortsteil der Stadt Storkow (Mark)) war von 1416 bis 1489 die dortige Wassermühle, etwas nördlich des Ortskerns am Fließ zwischen Großen Wucksee und Bugker See gelegen, im Besitz der v. Queis auf Groß Schauen. Die Mühle bei Bugk wurde vor 1509 von den v. Kanitz erworben.
Ebenfalls zum Gut Groß Schauen gehörig war der Ort Werder/Spree (heute ein Ortsteil der Gemeinde Tauche), der den Queis von 1376 bis nach 1416 gehörte. Er gehört ab 1542 zum Gut Kossenblatt. Wann der Ort den Besitzer wechselte bzw. welche Besitzer auf die Queis folgten, ist nicht bekannt.
1416 hatten die v. Queis auf Groß Schauen das halbe Dorf Görsdorf b. Storkow inne, so auch 1436. 1463 sind die v. Queis und die v. Löschebrand im Besitz von je einer Hälfte von Görsdorf. 1494 konnten die v. Queis auch die Hälfte der v. Löschebrand erwerben und errichteten hier einen Wohnhof.
1448 besaßen die v. Queis auf Groß Schauen das Lehngut in Ahrensdorf (heute ein Ortsteil der Gemeinde Rietz-Neuendorf). Wie lange sie das Gut besaßen, ist nicht bekannt. 1519 ist dieses Lehngut im Besitz der Seifertitz. 1448 gehörte das Gericht und das Lehngut in Wulfersdorf der Familie v. v. Queis auf Groß Schauen. Auch hier folgen 1519 die Seifertitz.

### Politische Geschichte
Groß Schauen gehört vom Mittelalter bis in die frühe Neuzeit zur Herrschaft Storkow, ab 1573 zum Amt Storkow, bei dem es bis 1872/4 blieb. Es gehörte von 1816 bis 1835 zum Kreis Teltow-Storkow, von 1835 zum Kreis Beeskow, bei dem es bis 1950 blieb. Von 1950 bis 1952 war es für kurze Zeit dem Kreis Fürstenwalde zugeordnet. Ab 1952 gehörte es dann zum neuen Kreis Beeskow. Dieser wurde 1993 in der Kreisreform im Land Brandenburg mit der kreisfreien Stadt Eisenhüttenstadt und den Landkreisen Eisenhüttenstadt und Fürstenwalde zum Landkreis Oder-Spree zusammengelegt.
1848 wurde das frühere Gemeindegebiet in den Gemeindebezirk Groß Schauen und den Gutsbezirk Groß Schauen aufgeteilt. 1928 wurde der Gutsbezirk Groß Schauen aufgelöst und aufgeteilt. Allerdings kamen nur Teile des Gutsbezirkes Groß Schauen an die heutige Gemarkung Groß Schauen. Das Vorwerk Stutgarten kam zur Gemeinde Philadelphia, ein anderer Teil des Gutsbezirkes zur Gemarkung Bugk. Groß Schauen blieb nun eigenständige Gemeinde bis 1992. Im Zuge der Ämterbildung 1992 schloss sich Groß Schauen 1992 mit zwölf anderen Gemeinden und der Stadt Storkow (Mark) zu einer Verwaltungsgemeinschaft, dem Amt Storkow (Mark) zusammen. Bei der Gemeindereform in Brandenburg wurde Groß Schauen zum 26. Oktober 2003 zusammen mit acht weiteren Gemeinden des damaligen Amtes Storkow (Mark) durch gesetzliche Verordnung in die Stadt Storkow (Mark) eingegliedert. Das Amt Storkow (Mark) wurde aufgelöst. Seither ist Groß Schauen ein Ortsteil der Stadt Storkow (Mark).

### Kirchliche Geschichte
Groß Schauen war im Mittelalter Kirchdorf, das zur Sedes Storkow des Bistums Meißen gehörte. 1579 war der Diakon von Storkow (Mark) Pfarrer in Groß Schauen. 1750 bis 1837 war Groß Schauen nur noch Tochterkirche von Storkow, 1858 wieder Mutterkirche in der Inspektion bzw. Superintendentur Storkow. 1801 bis 1897 waren auch Stutgarten und Philadelphia eingekircht. Das ursprüngliche Pfarrlehen mit zwei Bauern war bereits vor 1560 vom Besitzer des Gutes aufgekauft worden. 1444 und 1451 hatte der Pfarrer auch Besitzungen in Damsdorf und Groß Eichholz.

## Denkmale und Sehenswürdigkeiten
Die Denkmalliste des Landes Brandenburg für den Landkreis Oder-Spree führt elf Bodendenkmale und ein Baudenkmal auf.

### Bodendenkmale
- Nr. 90566 Flur 6 (Bugk), Flur 1 (Groß Schauen): Siedlung der Steinzeit, Siedlung der römischen Kaiserzeit, Siedlung des slawischen Mittelalter
- Nr. 90569 Flur 6 (Bugk), Flur 1,2 (Groß Schauen): Siedlung des slawischen Mittelalter
- Nr. 90570 Flur 6 (Bugk), Flur 1 (Groß Schauen): Siedlung der Bronzezeit, Siedlung der Urgeschichte
- Nr. 90414 Flur 2: Siedlung Ur- und Frühgeschichte
- Nr. 90562 Flur 2: Siedlung der Bronzezeit
- Nr. 90563 Flur 2: Siedlung des slawischen Mittelalter
- Nr. 90564 Flur 2: Gräberfeld der Bronzezeit
- Nr. 90565 Flur 2: Siedlung der Bronzezeit, Siedlung des slawischen Mittelalter, Siedlung des Neolithikum
- Nr. 90567 Flur 2: Siedlung der Bronzezeit, Siedlung der Steinzeit
- Nr. 90568 Flur 2: Siedlung der Urgeschichte, Siedlung der Steinzeit, Siedlung der Bronzezeit
- Nr. 90571 Flur 2: Dorfkern der Neuzeit, Dorfkern des deutschen Mittelalter

### Baudenkmal
Einziges Baudenkmal in Groß Schauen ist in Dorfmitte 21 die Dorfkirche Groß Schauen aus der 1. Hälfte des 18. Jahrhunderts. Die rechteckige Kirche hat im Westen ein 1822 angebautes Glockenhaus. Gleichzeitig erfolgte der Einbau der Emporen und der Kanzelaltar im Inneren.

### Naturdenkmale
Auf der Gemarkung Groß Schauen sind folgende Naturdenkmale vorhanden:
- Ulme 100 m hinter dem Ortsausgang Richtung Selchow
- Baumbestand Dorfanger

## Natur und Naturschutz
Groß Schauen liegt am gleichnamigen See bzw. der gleichnamigen Seenkette im Naturpark Dahme-Heideseen. Ein Uferstreifen der Gemarkung gehört zum Naturschutzgebiet Groß Schauener Seenkette. Seit 2001 hat die Heinz-Sielmann-Stiftung über 1000 Hektar Fläche für den Schutz von Natur und Landschaft erworben. Sie bilden Sielmanns Naturlandschaft Groß Schauener Seen.
Die Groß Schauener Seenkette bzw. das Naturschutzgebiet Groß Schauener Seenkette ist ein beliebtes Brutgebiet des Fischadlers (Pandion haliaetus). Von April bis etwa Mitte September kann mit Hilfe einer Webcam beobachtet werden, wie in einem Horst auf einem Strommast die Jungen aufgezogen werden.

## Freizeit, Tourismus, Sport
Groß Schauen liegt am 8,5 Kilometer langen Salzweg, welcher an vier Infopunkten Einblicke in die Thematik Salzwiesen gewährt. Im Rahmen des EU-Life-Projekts "Binnensalzstellen Brandenburgs" wurde 2009 am Salzweg ein acht Meter hoher Aussichtsturm errichtet, der gute Einblicke in die Salzwiesen bietet.
Bekannt ist Groß Schauen für seine beiden Fischgaststätten. Die Fischerei Köllnitz eG betreibt neben der Gaststätte auch ein Hotel.
Jährlich findet am letzten Juliwochenende das vom Groß Schauener Famose e. V. organisierte Dorffest statt.

## Bildergalerie

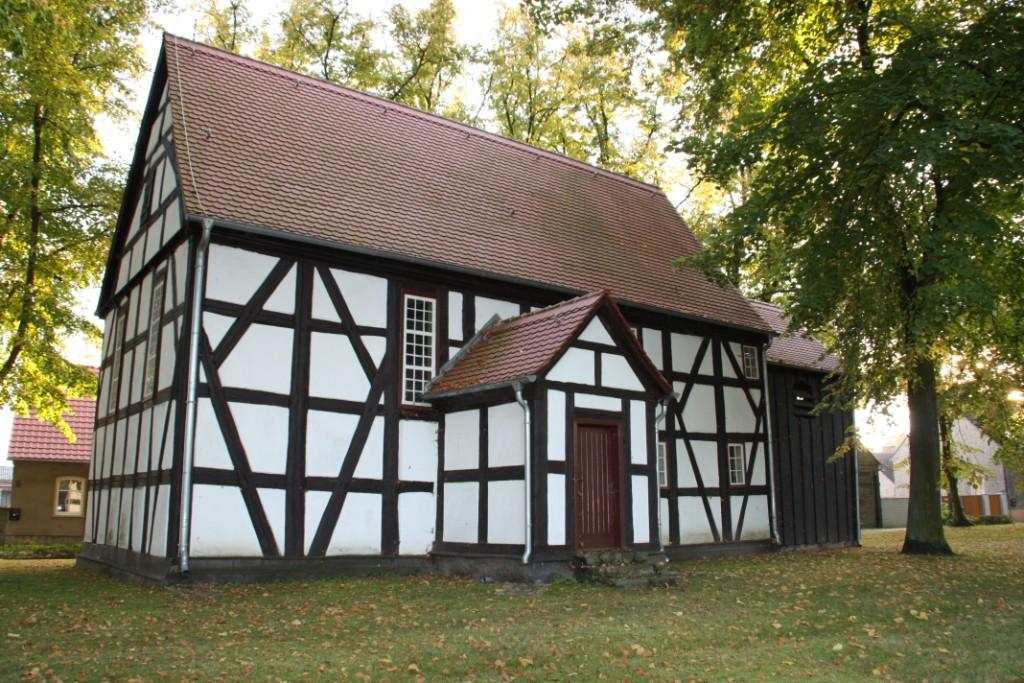
Evangelische Dorfkirche
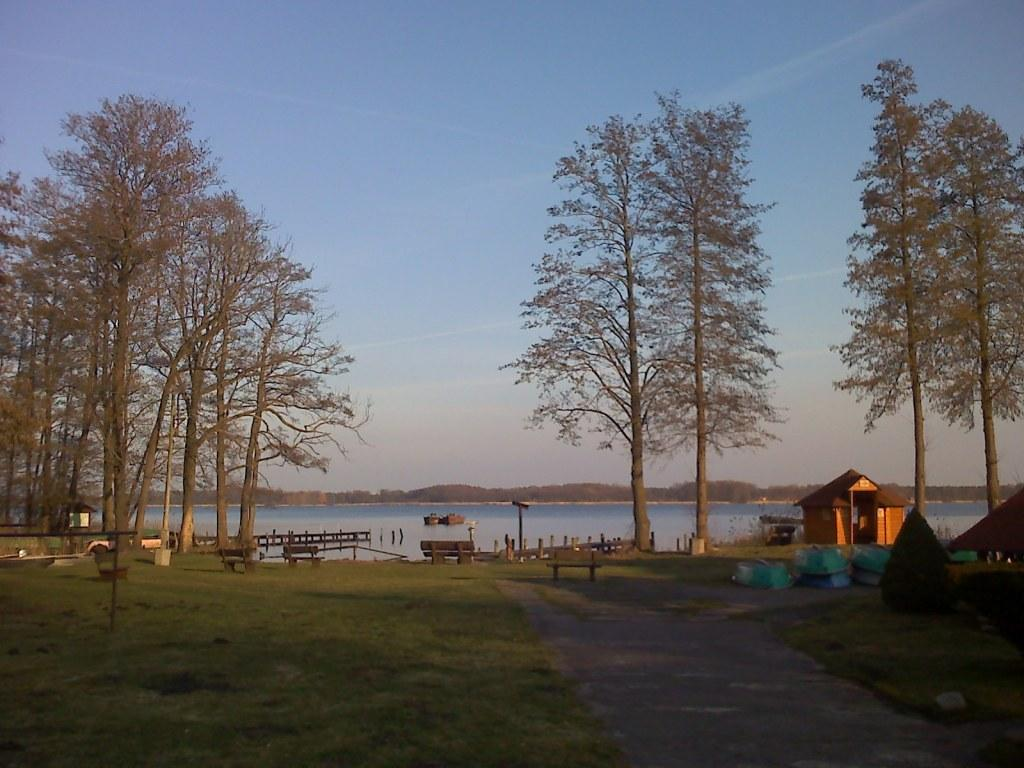
Groß Schauener See (Fischerei Köllnitz)
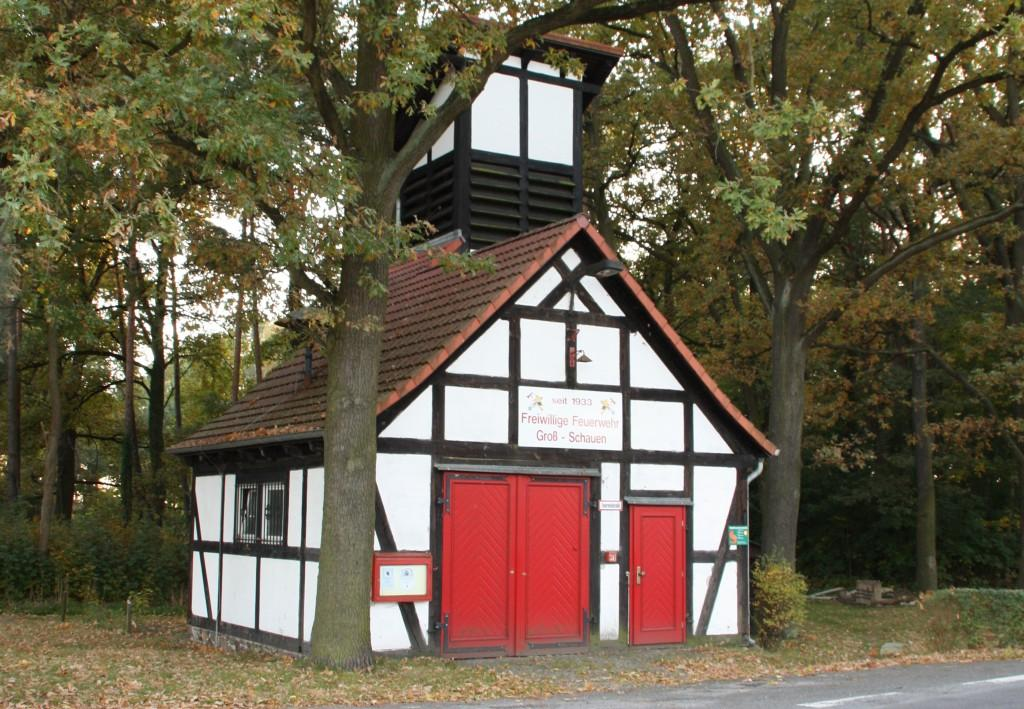
Feuerwehrhaus
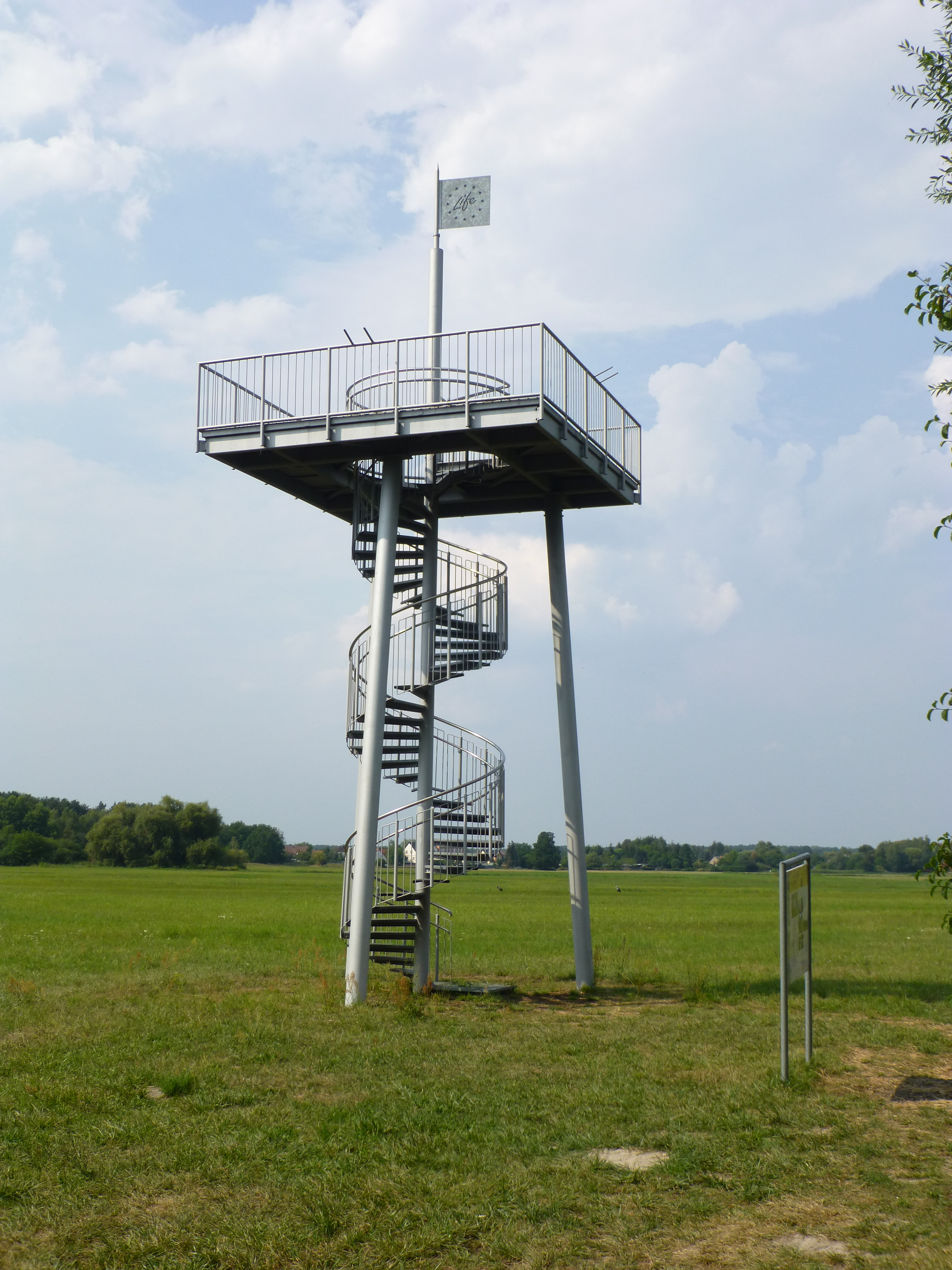
Aussichtsturm Salzweg